# جيف شاندلير (لاعب كرة قدم)
جيف شاندلير (بالإنجليزية: Jeff Chandler)‏ هو لاعب كرة قدم أيرلندي، ولد في 19 يونيو 1959 في هامرسميث في المملكة المتحدة. شارك مع منتخب جمهورية أيرلندا لكرة القدم. أما مع النوادي، فقد لعب مع بولتون واندررز وديربي كاونتي وكارديف سيتي وليدز يونايتد ونادي بلاكبول ونادي مانسفيلد تاون.